# Dinámica demográfica del Perú

## Composición demográfica por sexo

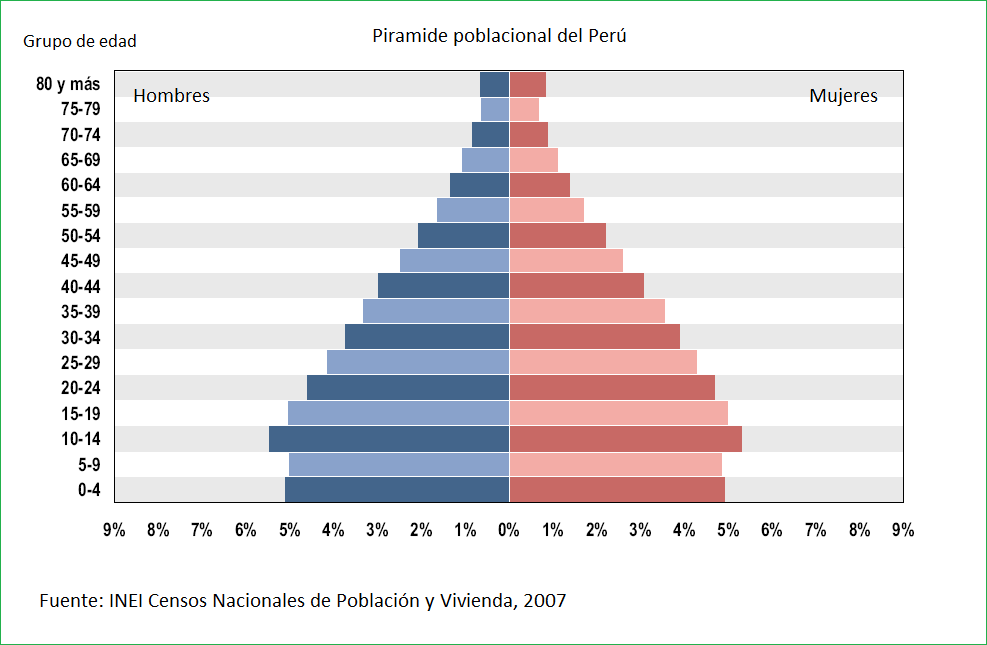
Composición de la población por edad y sexo (INEI).

### Composición por sexo
Según el censo peruano de 2007 había un total de 13 622 640 de varones, es decir el 49,7% de la población peruana censada; 13 789 517 eran mujeres (50,3%). 
| Hombres | 3 067 808 | 4 925 518 | 6 784 530 | 8 489 867 | 10 956 375 | 13 622 640 |
| Mujeres | 3 140 099 | 4 981 228 | 6 753 678 | 8 515 343 | 11 091 981 | 13 789 515 |

### Índice de masculinidad
El índice de masculinidad, que muestra el número de hombres por cada 100 mujeres, tanto en 2007 como en 1993 muestra el mismo valor de 98,8. Este índice varía mucho a lo largo del territorio nacional, es menor en Lima Metropolitana —96 hombres por cada 100 mujeres— y en el departamento de Lambayeque (94,9), los valores más altos se registran en el departamento de Madre de Dios (130) y en las comunidades indígenas de la Amazonía entre los grupos etarios: de 15 a 64 años, un índice de 120; y de 65 años a más, un índice de 127. En general el índice de masculinidad es inferior a 100 en las áreas urbanas, y superior a este número en las áreas rurales, esto se debe principalmente a la emigración de mujeres hacia las zonas urbanas, donde esperan conseguir mejores condiciones de vida.

## Composición demográfica por edades
En 2007 alrededor del 30,5% de la población era menor de 15 años, porcentaje que ha venido disminuyendo con respecto a los censos anteriores. El segmento demográfico correspondiente a las personas entre 15 a 64 años representa el 63,1%. Las personas mayores de 64 años representan el 6,4%, en 1993 este grupo representaba el 4,7%.
Los departamentos con mayor proporción de menores de 15 años son: Huancavelica (39,7%), Loreto (38,6%) y Amazonas (37,8%), estos departamentos presentan índices de desarrollo humano medio; al contrario los departamentos con menor proporción de población menor de 15 años son: Moquegua (25,3%), Lima (25,4%) y Arequipa (26,4%), estos presentan un índice de desarrollo humano alto.
La mayor proporción de adultos mayores de 64 años se da en los departamentos de Áncash (7,7%) y Apurímac (7,5%), este grupo etario tiene menor representación en los departamentos de Madre de Dios (2,6%) y Ucayali (3,7%).

## Composición demográfica por sexo y edad
| Hombres | 4 259 594 | 8 518 103 | 844 943 |
| Mujeres | 4 097 939 | 8 771 834 | 919 744 |

## Fecundidad

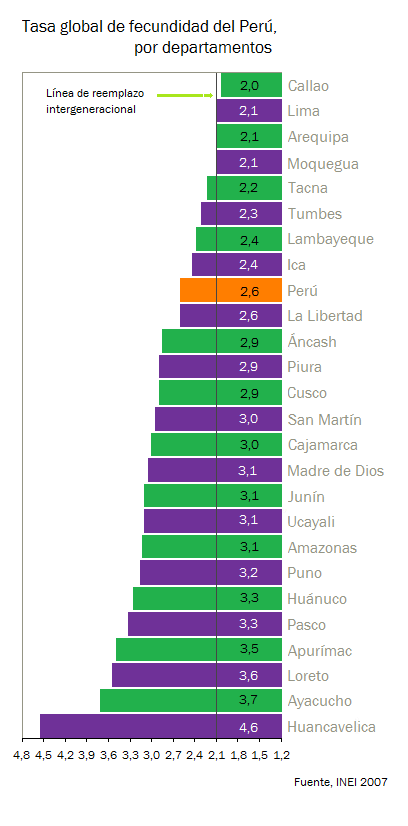
Tasa global de fecundidad del Perú, por departamentos.

En el Perú las mujeres han reducido considerablemente su tasa de fecundidad. En 1962 se estima que las peruanas tenían un promedio de 6,85 hijos durante su vida fértil (tasa global de fecundidad), mientras en 2012 se proyecta una fecundidad de 2,4 hijos, valor aún por encima del límite de reemplazo intergeneracional (2,1 hijos por mujer).
La tasa global de fecundidad no es uniforme en el territorio nacional, es inferior al promedio nacional en las áreas urbanas, la diferencia con las mujeres del área rural en 2007 era de un hijo por mujer; en 1993 la diferencia de fecundidad urbano-rural era de 1,3 hijos por mujer. El menor tamaño de las familias peruanas que residen en áreas urbanas se debe el mayor acceso de las mujeres a oportunidades laborales, educativas y sanitarias.
21 departamentos peruanos tienen tasas de fecundidad global que los sitúan por encima del nivel de reemplazo intergeneracional; 3 departamentos se encuentran en el límite del reemplazo intergeneracional (2,1 hijos por mujer): Moquegua, Arequipa y Lima; la Provincia Constitucional del Callao tiene una tasa global de fecundidad de 2,0, lo que la sitúa por debajo del límite.
| 1950 | 371 403 | 48,66‰ | 6,85 (hijos por mujer) |
| 1961 | 484 106 | 47,38‰ | 6,85                   |
| 1972 | 574 480 | 41,17‰ | 6,06                   |
| 1981 | 619 984 | 34,91‰ | 4,86                   |
| 1993 | 648 226 | 28,09‰ | 3,52                   |
| 2000 | 625 525 | 24,07‰ | 2,93                   |
| 2005 | 616 157 | 22,16‰ | 2,69                   |
| 2007 | 611 784 | 21,48‰ | 2,62                   |
| 2012 | 588 813 | 19,54‰ | 2,40                   |

## Esperanza de vida y mortalidad
La esperanza de vida, ha incrementado su valor gradualmente desde la última mitad del siglo XX, según el INEI en 1950 la esperanza de vida de un peruano al nacer era de 43,2 años; según la OMS (Organización Mundial de la Salud) en 2009 la esperanza de vida fue de 76 años, un valor superior al proyectado por el INEI para dicho año: 73,4 años.
La esperanza de vida para los varones en 2009 fue de 74 años, y para las mujeres fue de 77 años.
La tasa bruta de mortalidad nacional ha disminuido constantemente desde 22,5‰ en 1950, hasta su valor más bajo en 2007: 5,45‰. La tasa de mortalidad proyectada para 2012 es 5,55‰, se espera que esta se incremente en un punto para 2030 (6,56‰).
La tasa de mortalidad infantil —número de defunciones de niños menores de un año por cada mil nacidos vivos— fue según la OMS de 19‰ en 2009; y 20‰ según el INEI para dicho año. En 2012 se estima que la tasa de mortalidad infantil esté alrededor de 18,80‰.
| Esperanza de vida (años)        | 43,19  | 47,71  | 53,47  | 60,05 | 65,57 | 70,49 | 74,04 |
| Tasa bruta de mortalidad (‰)    | 22,48  | 18,75  | 14,07  | 9,85  | 7,28  | 5,75  | 5,55  |
| Tasa de mortalidad infantil (‰) | 161,87 | 142,11 | 118,38 | 90,49 | 61,52 | 33,80 | 18,80 |